# 下館シネマ1
下館シネマ1（しもだてシネマワン）は、かつて茨城県下館市（現在の筑西市）丙192-2（通称地名・田中町）にあった映画館。旧称は下館第一劇場（しもだてだいいちげきじょう）。
旧下館市街地にあり「映画の街」の象徴になっていた。映画館閉館後も、各種ドラマや映画のロケ地として運用されたが、2023年（令和5年）に建物は解体予定とされたことが報じられ、翌2024年（令和6年）に完全解体された。

## 歴史
下館第一劇場が茨城県から興行許可を受けたのは1956年（昭和31年）12月17日のことである。こけら落としには若尾文子が招かれた。第一劇場が出来るまでの下館市の映画館は、下館映画劇場（1941年開業）・下館中央映画劇場（1947年開業）・下館文化映画劇場（1949年開業）の3館しかなかった。
1977年（昭和52年）7月30日には下館映画劇場が再建・リニューアルされ、下館映画劇場・下館ミラノ座の2スクリーン体制となった。1980年（昭和55年）時点では下館第一劇場という名称を継続使用していたが、1985年（昭和60年）に創業者の孫夫妻が経営を引き継ぎ以後は「下館シネマ1」という名称になった。同時期には下館映画劇場を有するビル内に下館オスカーが新設され、下館映劇・ミラノ座とオスカーをまとめて「下館シネマズシアター」と呼称するようになる。下館シネマズシアターは下館シネマ1から道路を挟んで北西のはす向かいにあった。
改称後の同年12月7日に『バック・トゥ・ザ・フューチャー』が公開され大ヒットすると、『トップガン』『スタンド・バイ・ミー』『ジュラシック・パーク』『タイタニック』等といった洋画の話題作が多数上映され、特に『タイタニック』は映画館前の歩道に長い行列が出来る程の大ヒットとなった。
しかし茨城県内や栃木県内に相次いでオープンしたシネマコンプレックスとの競合で徐々に客足が減った結果、筑西市誕生から9か月後の2005年12月に閉館。残った下館シネマズシアターも翌2006年に営業を打ち切ったため、旧下館市から従来型の映画館が消滅した。
閉館後も映画『ザ・マジックアワー』など映画やドラマのロケ地として運用されたが、新型コロナウイルス感染症の影響で撮影使用頻度が低下したことや、老朽化が進んだことから2023年（令和5年）に建物は解体の予定であるとされた。その後2024年（令和6年）4月から7月までに解体工事が行われ、更地となっている。

## ロケ地
- 2007年（平成19年） - 映画『ユメ十夜』（オムニバス映画）
- 2007年（平成19年） - 映画『魍魎の匣』（原田眞人監督）
- 2008年（平成20年） - 映画『ザ・マジックアワー』（三谷幸喜監督）[2]
- 2008年（平成20年） - 読売新聞テレビCM
- 2019年（令和元年） - ドラマ『トレース〜科捜研の男〜』（フジテレビ系列）